# 강민진
강민진(1995년 4월 17일 ~ )은 대한민국의 정당인이다.

## 경력
- 청년정의당 창당준비위원장
- 정의당 대변인
- 정의당 혁신위원회 대변인
- 정의당 선대위 대변인
- 정의당 총선기획단 기획위원
- 심상찮은 선대위 공동상임선대위원장
- 청년정의당 대표